# Amtsgericht Tarnowitz

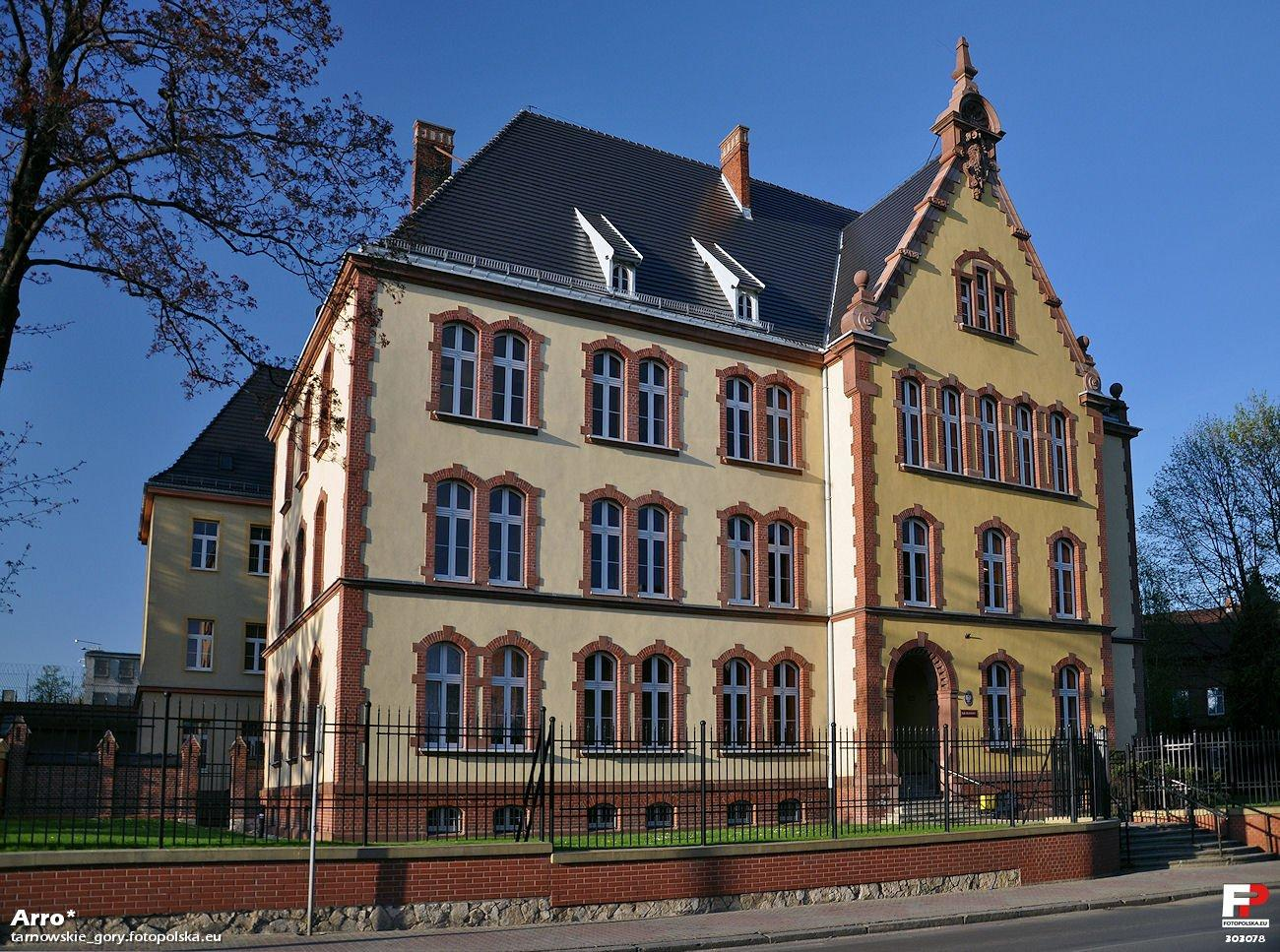
Ehem. Amtsgerichtsgebäude (2012)

Das Amtsgericht Tarnowitz war ein preußisches Amtsgericht mit Sitz in Tarnowitz.

## Geschichte
In Tarnowitz bestand von 1849 bis 1879 die Gerichtsdeputation Tarnowitz  des Kreisgerichtes Beuthen. Das königlich preußische Amtsgericht Tarnowitz wurde mit Wirkung zum 1. Oktober  1879 als eines von fünf Amtsgerichten im Bezirk des Landgerichtes Beuthen im Bezirk des Oberlandesgerichtes Breslau gebildet. Der Sitz des Gerichtes war  Tarnowitz. Sein Gerichtsbezirk umfasste den Kreis Tarnowitz und aus dem Landkreis Tost-Gleiwitz den Amtsbezirk Tworog und aus dem Amtsbezirk Brynnek die Gemeindebezirke Brynnek, Hanussek, Pohlom und die Gutsbezirke Brynnek, Hanussek und Pohlom. Am Gericht bestanden 1880 fünf Richterstellen. Das Amtsgericht war damit ein mittelgroßes Amtsgericht im Landgerichtsbezirk. Gerichtstage wurden in Tworog gehalten. Der Amtsgerichtsbezirk kam aufgrund des Versailler Vertrages 1919 und der Volksabstimmung in Oberschlesien 1921 zu Polen. Das Amtsgericht wurde aufgehoben, an seiner Stelle entstand das polnische Sąd Rejonowy w Tarnowskich Górach. Der im Deutschen Reich verbleibende Teil des Amtsgerichtes Tarnowitz wurde dem Amtsgericht Beuthen zugeordnet. Im Jahre 1939 wurde Polen deutsch besetzt. Im Rahmen der Neuorganisation der Gerichte in Ostdeutschland und im ehemaligen Polen wurden das Amtsgericht Tarnowitz  neu gebildet und erneut dem Landgericht Beuthen zugeordnet. Zum 1. April 1941 wurde der Landgerichtsbezirk Beuthen mit seinen Amtsgerichten dem neugeschaffenen Oberlandesgericht Kattowitz zugeschlagen und in Landgericht Beuthen-Kattowitz umbenannt.
Im Jahre 1945 wurde der Amtsgerichtsbezirk unter polnische Verwaltung gestellt, und die deutschen Einwohner wurden vertrieben. Damit endete auch die Geschichte des Amtsgerichtes Tarnowitz. Unter polnischer Verwaltung entstand das Sąd Rejonowy w Tarnowskich Górach (1950–1975: Sąd Powiatowy w Tarnowskich Górach).

## Richter
- Kurt Muschalek, Amtsgerichtsdirektor (1941)[6]